# Глотов Володимир Степанович
Володимир Степанович Глотов (рос. Владимир Степанович Глотов, 23 січня 1937, Ельтон — 1981) — радянський футболіст, що грав на позиції захисника. Заслужений майстер спорту.
Виступав, зокрема, за «Динамо» (Москва), з яким став чемпіоном СРСР, а також національну збірну СРСР, у складі якої став віце-чемпіоном Європи 1964 року.

## Клубна кар'єра
Народився 23 січня 1937 року в селищі Ельтон Палласовського кантону, АРСР німців Поволжя (нині — Волгоградська область). Вихованець ДЮСШ «Спартак» (Тамбов). Наприкінці 1950-х років проходив військову службу в Москві та грав за команду однієї з динамівських райрад, де був помічений тренером основної команди «Динамо» Михайлом Якушиним, і надалі грав за дубль «біло-блакитних».
У дорослому футболі дебютував 1960 року виступами за основну команду «Динамо» (Москва), кольори якої захищав протягом семи років, провівши 146 матчів і забивши два голи у вищій лізі. За цей час виборов титул чемпіона СРСР у 1963 році, срібний призер чемпіонату країни 1962 року і бронзовий — 1960 року.
Після уходу з «Динамо» виступав за люберецьке «Торпедо» у Другій лізі.

## Виступи за збірну
1 грудня 1963 року дебютував в офіційних іграх у складі національної збірної СРСР в товариському матчі проти Марокко, який завершився внічию 1:1.
У складі збірної був учасником чемпіонату Європи 1964 року в Іспанії, де разом з командою здобув «срібло», але на поле не виходив.
Загалом протягом кар'єри в національній команді, яка тривала 2 роки, провів у її формі 5 матчів. За олімпійську збірну провів 2 матчі..

## Подальше життя
Наприкінці 1970-х він був засуджений, а 1981 року загинув у в'язниці. За спогадами Валерія Маслова Володимира вбив хтось із злочинців.

## Титули і досягнення
- Чемпіон СРСР (1):

«Динамо» (Москва): 1963